# ان‌جی‌سی ۷۰۸۰
ان‌جی‌سی ۷۰۸۰ (انگلیسی: NGC 7080) یک کهکشان مارپیچی میله‌ای است که در فاصله ۲۰۴.۵ میلیون سال نوری در صورت فلکی روباهک قرار دارد. قطر تخمینی آن در حدود ۱۰۰۰۰۰ سال نوری است که از نظر اندازه شبیه راه شیری است. کهکشان NGC 7080 توسط ستاره شناس آلبرت مارت در ۶ سپتامبر ۱۸۶۳ کشف شد.